# Stereo hity
Stereo hity – piąty, składankowy album zespołu De Mono, wydany w 1995 roku. Zawierał 1 nowy utwór, Druga w nocy, który promował wydawnictwo.
Kompilacja uzyskała certyfikat złotej płyty.

## Lista utworów
1. Wielki stres
2. Ostatni pocałunek
3. Zaklęci w tańcu
4. Kamień i aksamit
5. Moje miasto nocą
6. Za chwilę coś się stanie
7. Dwa proste słowa
8. Znów jesteś ze mną
9. Druga w nocy
10. Statki na niebie
11. Otoczony
12. Tak blisko ciebie
13. Zostańmy sami
14. Kochać inaczej
15. Ostatni list

## Twórcy
- Muzyka: De Mono, Marek Kościkiewicz, Andrzej Krzywy
- Teksty: Marek Kościkiewicz

### Wykonawcy
- Marek Kościkiewicz – gitara
- Andrzej Krzywy – śpiew
- Piotr Kubiaczyk – gitara basowa
- Dariusz Krupicz – perkusja
- Robert Chojnacki – saksofon